# Guérin (chancelier de France)
Pour les articles homonymes, voir Guérin et Garin.
Guérin, ou Garin ((la) : Guarinus, Garinus), appelé Frère Guérin, né à Pont-Sainte-Maxence vers  1157, et mort en 1227, est un chevalier de l'ordre de Saint-Jean de Jérusalem, garde des sceaux en 1201, élu évêque de Senlis en 1213, il participe à la stratégie de la victoire dans la bataille de Bouvines. Il est nommé chancelier de France en 1223. On peut le considérer comme le fondateur des Archives Nationales.

## Biographie

### Hospitalier en Terre Sainte
En juillet 1187, frère Guérin participe à la bataille de Tibériade sous le commandement de Garnier de Naplouse.
Il est chevalier de l'Hospital de Saint-Jean de Jérusalem,.

### Le conseiller et ami de Philippe-Auguste
En 1201, frère Guérin est garde des sceaux, il signe des actes pendant la vacance de la chancellerie.
En 1210, il participe à la condamnation des disciples d'Amaury de Chartres.
Il est élu évêque de Senlis, et, en tant que maréchal de bataille, fait une harangue à la tête de l'armée du roi avant la bataille de Bouvines, en 1214, qui contribue à la victoire. Philippe Auguste lui offre son domaine de chasse royal, la seigneurie de Mons, Montleroy puis aujourd'hui Mont-l'Évêque, où il fait bâtir une maison de campagne qui devient un château, la résidence d'été des évêques de Senlis jusqu'à la Révolution. Il est consacré évêque avant mars 1215.
Il consacre l'abbaye royale de Chaalis, avec Gautier, évêque de Chartres et Foulque, évêque de Toulouse, en 1219.
En 1220, frère Guérin se voit confier la mission de rassembler toutes les archives royales depuis le 5 juillet 1194. En effet à cette date le roi revenant de Dieppe et d'Évreux, que son armée avait pillé et mis à feu et à sang, et chargé d'argent et de trésors volés, tombait dans une embuscade entre Fréteval et Blois, dans la bataille dite de Fréteval. Richard Cœur de Lion s'emparait des chevaux et de tous les biens, et dans le lot, Philippe-Auguste perd son sceau royal, les livres de comptes du fisc et les chartes. Guérin, en se basant sur le travail du Grand chambellan de France Gauthier de Nemours, et avec l'assistance d'Étienne de Gallardon, débute la création du Trésor des Chartes.
Guérin donne une partie de son domaine de Mont-l'Évêque pour la fondation de l'abbaye de la Victoire, que le roi avait promis de créer s'il était vainqueur à Bouvines. Elle fut achevée le 8 mai 1222
À Saint-Germain-en-Laye, en septembre 1222, il rédige le (second) testament, dicté par le roi alité. Il fait partie des exécuteurs testamentaires avec Barthélemy de Roye, et Frère Aymard, trésorier du Temple.

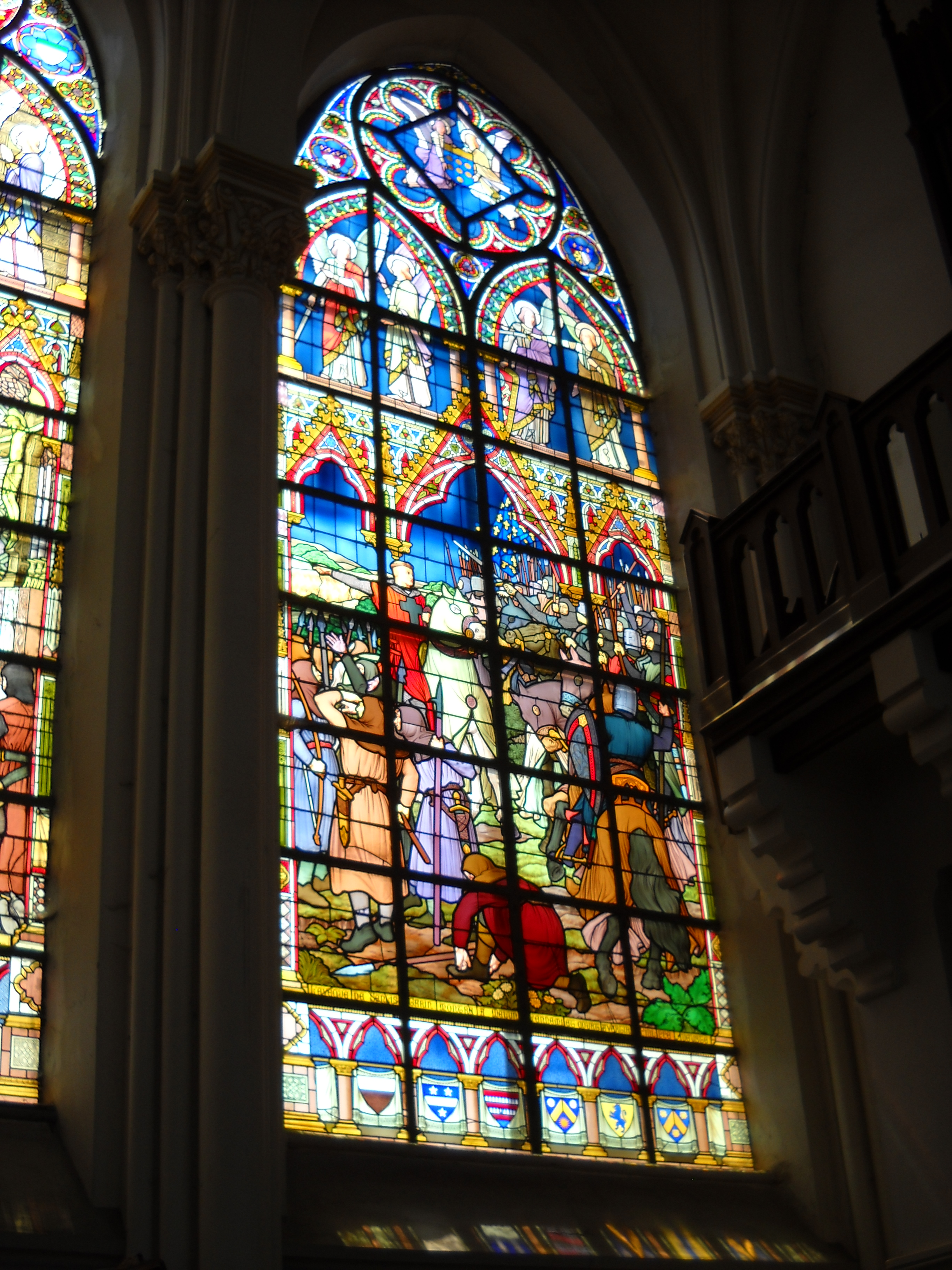
L'évêque Guérin montrant l'arrivée des ennemis, avant la bataille, le 27 juillet 1214. (Vitrail 2 de l'église Saint-Pierre)
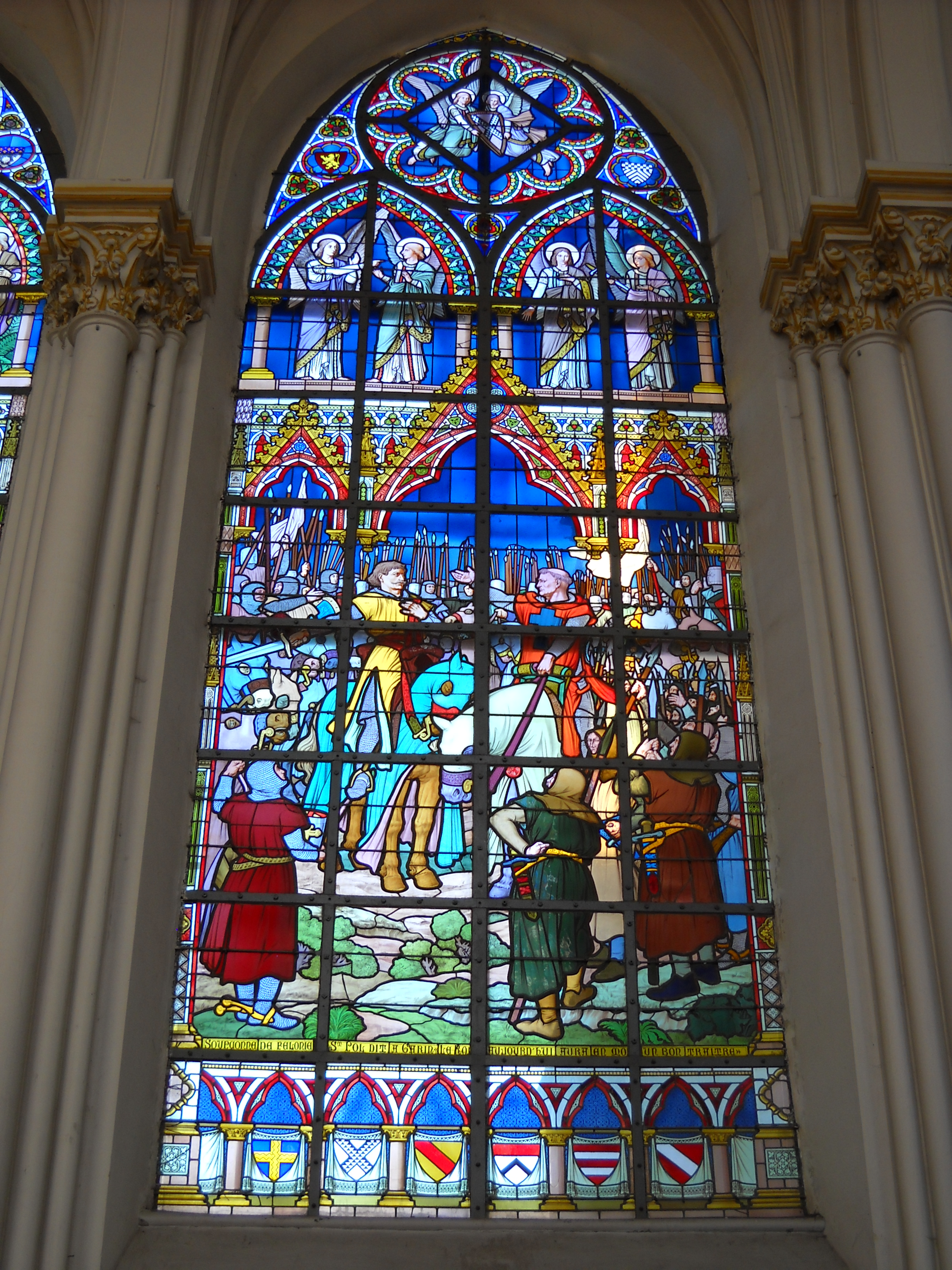
Gaucher de Châtillon et Guérin (Vitrail 5 de l'église Saint-Pierre)
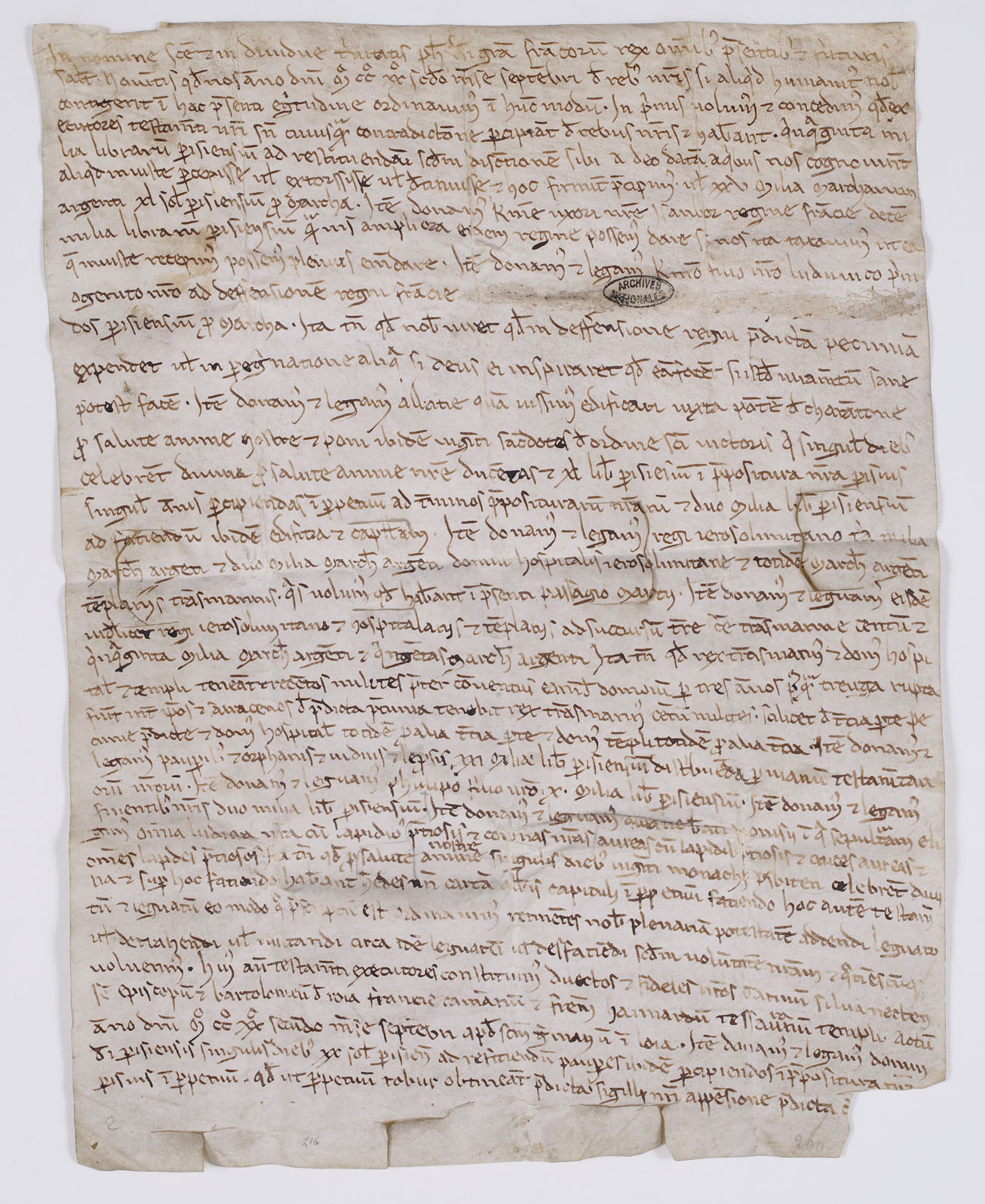
Testament de Philippe Auguste rédigé par Guérin, en 1222

### Le chancelier de Louis VIII
En 1223, il est chancelier de France, et ordonne que celui-ci fera désormais séance parmi les Pairs du Royaume. Le roi nomme le chancelier : premier officier du Royaume. Il exerce la fonction pendant la régence de Blanche de Castille, et au début du règne de Saint Louis, où en mai 1227, il exerçait toujours.
En 1225, il mène l'enquête sur le faux comte Baudouin.

## Décès

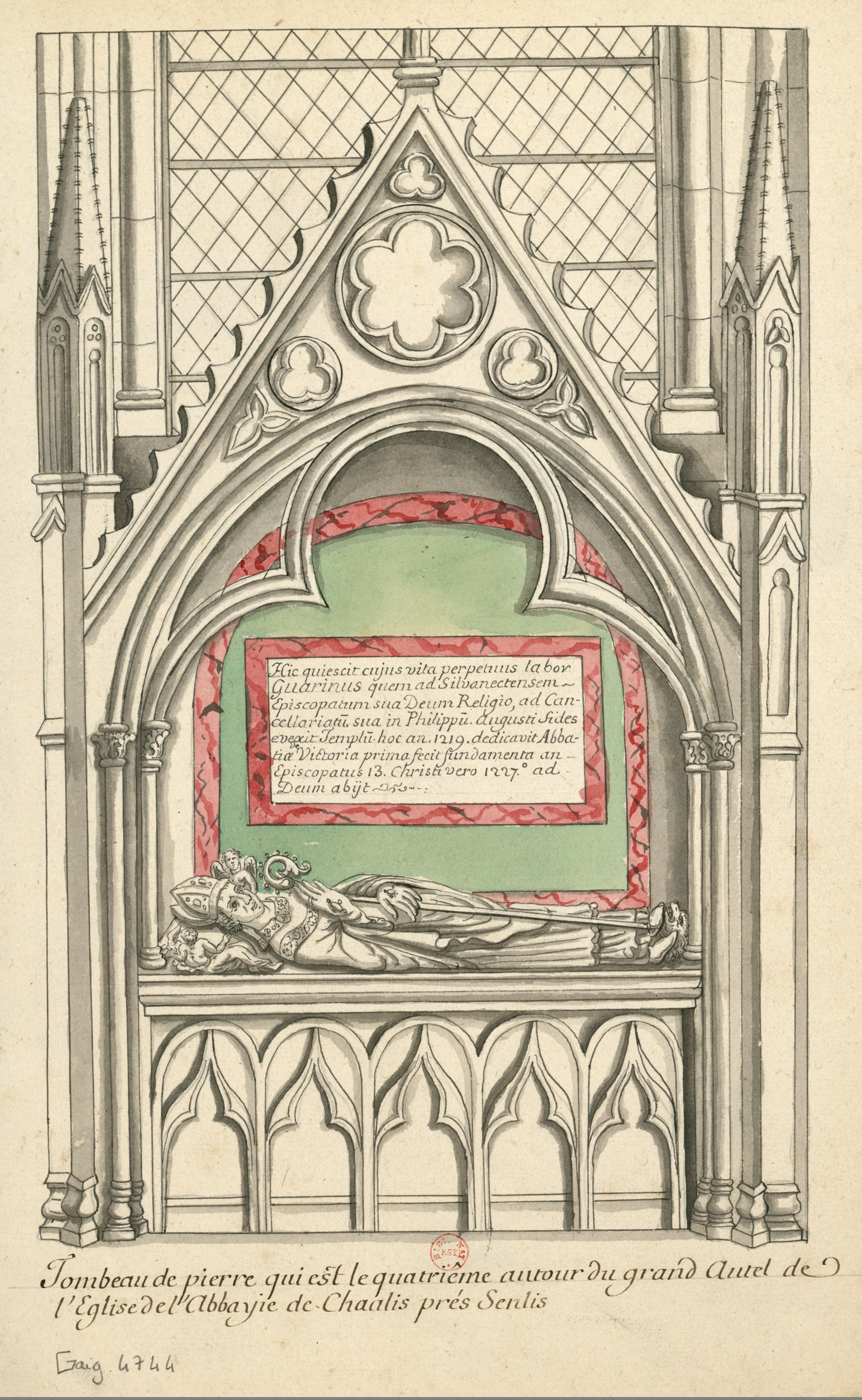
Tombeau de Guérin à l'abbaye de Chaalis, relevé pour François Roger de Gaignières

Il fut inhumé en l'abbaye de Chaalis, où se voyait un tombeau avec sa statue couchée ; sa tête reposant sur un coussin tenu par deux anges ; ses pieds étaient calés sur un lion ; ses mains étaient gantées, le dessus agrémenté d'ornements, sa main droite levée comme pour bénir, et l'autre tenant la crosse épiscopale.
Son épitaphe est réécrite en 1675, avec toutes les autres, et rappelle brièvement les actes de son épiscopat : « Hic quiescit cujus vita perpetuus labor, Guarinus quem ad Silvanectensem episcopatum, sua in Deum Religio, ad cancellariatum, sua in Philippum Augustum fides evexit. Templum hoc anno 1219 dedicavit ; abbatiœ de Victoria prima jecit fundamenta. An. episcopatus 13, Christi vero 1227 ad Deum abiit ».

## Famille
Il est probable qu'il soit apparenté à Guérin, qui fut chanoine à Saint-Quentin, abbé de Sainte-Geneviève à Paris en 1172 (Garin), abbé de Saint-Victor, et maître de la chapelle sous Louis VII. Philippe-Auguste le désigna comme exécuteur testamentaire en 1190, avant son départ pour la croisade. Il meurt à Saint-Victor le 19 octobre 1194.
Guérin est souvent considéré comme membre de la famille du Tournel, l'une des huit baronnies du Gévaudan, où l'on retrouve souvent le prénom Garin ou Guérin dans ces baronnies pour les familles d'Apchier, du Tournel et de Châteauneuf-Randon.

### Armoiries
Frère Guérin aurait pour armes :
« d'or à la fasce de gueules »,.
ou/et
« d'azur au sautoir d'or, couronné de quatre têtes de femmes d'argent coiffées d'or à l'antique, au chef de gueules chargé d'une croix d'argent ».